# Hohenbergia catingae
Hohenbergia catingae là một loài thực vật có hoa trong họ Bromeliaceae. Loài này được Ule mô tả khoa học đầu tiên năm 1908.